# Maurus von Salerno
Maurus von Salerno (* um 1130 in Süditalien, wahrscheinlich Kalabrien; † 1214 in Salerno), kurz auch Maurus, war ein italienischer Arzt und medizinischer Schriftsteller. Als Hochschullehrer war er einer der berühmtesten Ärzte der Medizinschule von Salerno.
Er stammte aus einer wohlangesehenen Familie aus Süditalien. Sein Schüler Gilles de Corbeil bezeichnet ihn in seinem De laudibus compositorium als „Landsmann“ von Urso von Kalabrien, was darauf schließen lässt, dass Maurus ebenfalls aus Kalabrien stammte.
Er studierte an der Schule von Salerno etwa zwischen 1150 und 1160 bei Matthaeus Platearius und Petrus Musandinus, dem Schüler und Nachfolger von Bartholomäus von Salerno und lehrte in leitender Funktion Medizin an der Schule von Salerno von etwa 1165 bis etwa 1200. In seinem Werk (De) Phlebotomia (bzw. De Flebotomia) nahm er eine Bearbeitung des als Phlebotomia Hippocratis bezeichneten, im Textkern bis ins 8. Jahrhundert zurückgehenden und im Mittelalter weitverbreiteten pseudo-hippokratischen Aderlass-Traktats auf, mit der er auch die Blutschau (Krankheitsprognose und -diagnose aus dem Blut) als Standardmethode in die Medizin einführte. Seine Bearbeitung, der im Gegensatz zu vielen anderen Aderlasstrakt-Verfassern seiner Zeit nicht die Aderlassstellen, sondern die Indikationen in den Vordergrund stellt, wurde auch in deutschsprachigen Texten (etwa im ‚Arzneibuch‘ des Ortolf von Baierland und im sogenannten ‚Oberdeutschen Aderlaßbüchel‘) des Spätmittelalters überliefert.
Seine um 1160 am Golf von Neapel entwickelte Harnlehre, die Regulae urinarum, befasst sich als Harnregionenlehre vor allem mit der Harnschau und wurde ab 1180 (in Thüringen oder Meißen) ins Deutsche übersetzt. Übersetzungen in weitere Sprachen und Rückübersetzungen ins Lateinische folgten.